# La Morera
La Morera è un comune spagnolo di 783 abitanti situato nella comunità autonoma dell'Estremadura.